# Jan van Assen

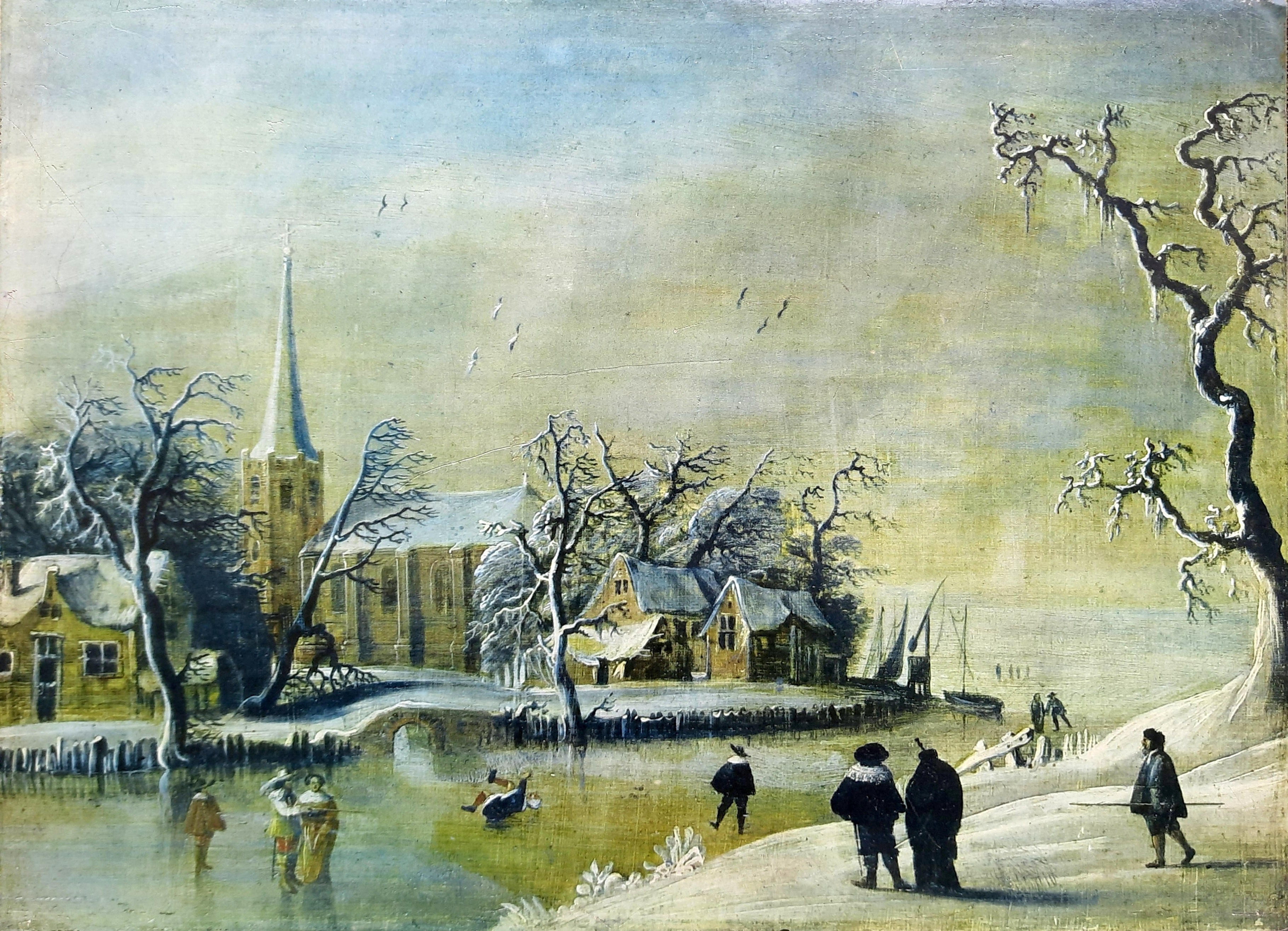
Paysage d'hiver, Jan van Assen, Musée national de Poznań

Jan van Assen, né vers 1635 à Amsterdam et mort en 1697 dans la même ville, est un peintre néerlandais du Siècle d'or.

## Biographie
Jan van Assen naît vers 1635 à Amsterdam.
Il est un partisan de la peinture de paysage, du portrait et de la peinture d'histoire.
Ses œuvres sont influencées par le style italien, il étudie entre autres le peintre italien Antonio Tempesta (1555-1630).
Il meurt en 1697 dans sa ville natale.